# Горайські

варіант гербу Корчак

Горайські (польськ. Gorajscy) — роди́.

## ГербуКорчак
Руський боярський, потім шляхетський рід в Галичині, Польщі. Прізвище походить від містечка Горай в Люблінщині.

### Представники
- Іван з Княгиничів[1] (Івоня з Гораю), за К. Несецьким — холмський суддя
  - Ходко — галицький гродський воєвода[1]
  - Петро «Жаба»[1] з Клеця — перший відомий жидачівський воєвода (бургграф)[1]
    - Михайло[1]

  - Осташко

- Івоня (Іван) з Клеця і Стоянців, мав 4 сини
  - Прокоп
    - Сигізмунда (Зиґмунта), дружина Яна Амора «молодшого» Тарновського, її віно — Щебрешин

  - Олександр, мав 4 (Іван, Микола, Олександр, Андрій[2]) (5) синів
    - Андрій (Єнджей) Чурило — засновник роду Чурилів

  - Микола — засновник роду Липських (Ліпських)
  - Андрій, про його дорослих дітей Несецькому невідомо
- Дмитро з Стоянців і Гораю — підскарбій і маршалок коронний, мав 3 доньки, за даними К. Несецького, син Петра «Жаби», за даними В. Пшика — Ходка чи Осташка[1]
  - Катерина; за К. Несецьким — дружина Тарновського, за В. Буковським та Ф. Кіриком (ПСБ) — сандомирського воєводи Добеслава з Олесниці і Сенна[3][4]
  - Анна — дружина краківського воєводи Яна Тенчинського, привнесла як віно Красник з околицями
  - NN — дружина сандомирського воєводи Добеслава Олесницького
- Бенедикт із Жабокруків — один із 4-х братів[1]
- Андрій з Кухар (†1398)[5]

Бартош Папроцький та Шимон Окольський стверджували про «неподільних» братів Івана та Олександра, які, посідаючи Радзецьку Волю в Люблінському повіті, 1461 року надали багате війтівство Якубу Вольському та його нащадкам.
- Іван (Ян)
  - Олександр, мав 4 сини
    - Петро
      - Адам — люблінський підкоморій
        - Авраам

      - Іван (Ян), дружина Анна Осмольська з Праведльника
        - Іван (Ян), перша дружина Лянцкоронська, віслицька старостянка, мали 3 доньки, 2 сини
          - Марціян
            - Йосиф (Юзеф)

          - Ян, брат Марціяна, дружина Ніщицька
            - Богуслав, дружина Анна Дрогойовська, мали 4 сини
            - Христин (Кшиштоф)

        - Петро — брат Яна, ротмістр, ушпольський староста, дружина — Катерина, донька Миколи Радзивілла (1546—1589) — новогрудського воєводи, зятя князя Костянтина Вишневецького
          - Петро, дружина Анна з Францкевичів
            - Катерина, дружина Богдана Стеткевича

        - Адам — ротмістр, засновник міста Білгорай, дружина Слупецька
          - Теофіла, дружина київського підкоморія Самійла Горностая
          - Збіґнев Горайський — київський і холмський каштелян, зять белзького воєводи Рафала Лєщинського[6]
            - Рафал
            - NN — дружина Фредра
            - Теофіла — дружина яблунівського старости Потоцького, потім — Бутлера

- Антоній — холмський підкоморій, дружина — Анна Потоцька, сестра Кшиштофа Сендзівоя Потоцького
- Агнешка — дружина Олександра Дрогойовського
- Барбара Боґуміла (†1701) — дружина яблунівського старости Кшиштофа Сендзівоя Потоцького (†1683)[7]
- Зофія — дружина галицького підкоморія Яна Теодорика Потоцького (†1664)

## Гербу Орля
Був представлений у Великопольщі.

### Представники
- Войцех, підписав конфедерацію Великопольську; іншими дослідниками помилково зарахований до гербу Корчак 1382 року
- Войцех — пробощ краківський, познанський, регент коронної канцелярії 1656 року